# Клиф Јанг
Клиф Јанг (енгл. Albert Ernest Clifford "Cliff" Young; 8. фебруар 1922 — 2. новембар 2003) је био аустралијски фармер и атлетичар из Викторије (Beech Forest, Victoria) познат по својој неочекиваној победи на Ултрамаратону од Сиднеја до Мелбурна 1983. године у 61. години живота.

### Клифово детињство
Рођен је као најстарији син Мери и Алберт Ернест Јанга на југозападној обали Викторије на имању великом око 2000 хектара са око 2000 оваца. Своје детињство провео је бринући се о животињама и трчећи за њима. Обрађивао је земљу и узгајао кромпир на својим плантажама.

### Ултрамаратон од Сиднеја до Мелбурна
Године 1983. Клиф Јанг се појавио на Ултрамаратону од Сиднеја до Мелбурна носећи гумене чизме и кабаницу јер је мислио да ће падати киша. Пошто се никада није професионално бавио трчањем за тренера је пријавио своју мајку. На питање новинара која је сврха његовог учествовања рекао је да је дошао да истрчи читав маратон и да победи, што је изазвало велики смех у публици и међу великом броју такмичара.
Када је трка почела сви маратонци кренули су предвиђеним темпом. Клиф је кренуо најспорије. Његово трчање више је личило на брзо ходање, или на „гегање“- како су то многи називали. Међутим, како Клиф никада није сарађивао са професионалцима, никада није прочитао неку књигу о маратону, нити је имао озбиљног тренера, он није ни знао да су стручњаци предвидели да се најбољи резултат може постићи ако се током дана трчи 18 часова, а спава 6 часова. Због тога је, када су сви други учесници отишли на спавање, он наставио да трчи својим лаганим темпом. Тако је Клиф током ноћи избио на чело колоне и други дан трке започео као водећи такмичар. 
И даље нико није веровао да се на такав начин може постићи резултат, али је Клиф већ на почетку добио симпатије публике и новинара. Током трке често су га питали колико још може да издржи без спавања, а он је упорно говорио да планира да заврши трку и да победи.
Већ након трећег дана кроз читаву Аустралију прочуло се како је „некакав фармер“ дошао на Ултрамаратон у гуменим чизмама и кабаници и да без престанка трчи већ три дана, да су једва успели да га наговоре да обуче тренерку и патике и да је далеко испред свих такмичара.
Клиф Јанг је у 61. години живота победио на Ултрамаратону прешавши пут од 875 km за 5 дана, 15 часова i 4 минута без сна иједног тренутка. Оборио је рекорд за 12 часова и поставио потпуно нове границе у тркама оваквог типа. Награду од 10.000 долара одбио је да прими и тражио да она буде подељена такмичарима који су остали иза њега, а који нису одустали од трке.
На питање како је успео да се одупре сну толико дуго, Клиф је одговорио новинарима да је навикао да даноноћно трчи за овцама у случају да се нека од њих изгуби на непрегледним фармама Викторије.

### Биографија
Клиф и његов брат Сид су живели у породичној кући на имању са са својом мајком. Клиф није био ожењен и живео је као самац. Након победе на Ултрамаратону оженио се са двадесеттрогодишњом Мери Хаувел (Mary Howell). Спонзор трке, компанија Вестфилд, била је домаћин венчања. Њихов брак трајао је пет година. Клиф је током такмичарске каријере својим стилом претрчао више од 20.000 km. Умро је 2. новембра 2003. године у својој кући на имању, након петогодишње борбе са раком. 
У знак сећања, његово име дато је једном парку у коме му је подигнут споменик у облику гумене чизме.

### Јангово гегање
„Јангово гегање“ је термин који је данас прихваћен код ултрамаратонаца и означава стил којим је Клиф Јанг трчао када је победио 1983. године. Такмичари који су касније побеђивали и обарали Клифов рекорд на Ултрамаратону од Сиднеја до Мелбурна користили су његов стил трчања. 